# Duesme
Duesme ist eine französische Gemeinde mit 46 Einwohnern (Stand 1. Januar 2022) im Département Côte-d’Or in der Region Bourgogne-Franche-Comté. Sie gehört zum Kanton Châtillon-sur-Seine und zum Arrondissement Montbard.
Nachbargemeinden sind Aignay-le-Duc im Nordosten, Étalante im Osten, Orret im Süden, Baigneux-les-Juifs im Südwesten und Quemigny-sur-Seine im Westen.

## Siehe auch

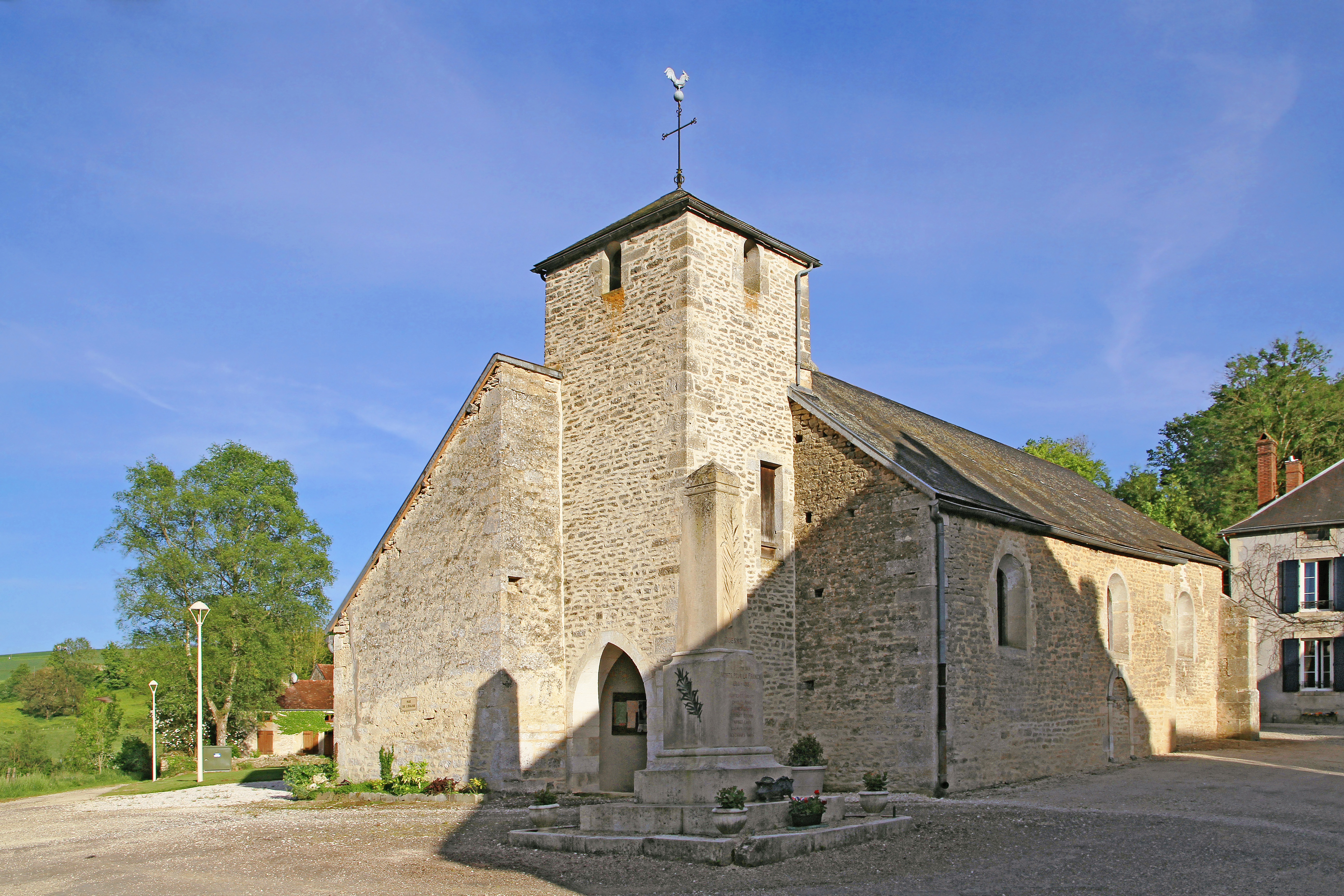
Kirche Saint-Philippe-Saint-Jacques

## Bevölkerungsentwicklung
| Jahr                       | 1962 | 1968 | 1975 | 1982 | 1990 | 1999 | 2008 | 2016 |
| -------------------------- | ---- | ---- | ---- | ---- | ---- | ---- | ---- | ---- |
| Einwohner                  | 110  | 87   | 67   | 47   | 55   | 57   | 64   | 53   |
| Quellen: Cassini und INSEE |      |      |      |      |      |      |      |      |